# Music For Life 2014
Music For Life 2014 was een fondsenwervingsactie die georganiseerd werd door de Vlaamse radiozender Studio Brussel. Net als in 2013 gingen drie diskjockeys een week lang buiten in de kou leven, en verzoekplaten draaien voor een goed doel naar keuze, met de slagzin De Warmste Week. Dit jaar waren het Sam De Bruyn, Linde Merckpoel en Vincent Byloo, en er waren 870 verschillende goede doelen waarvoor 2040 acties opgezet werden.
Voor deze editie maakte Jef Neve samen met enkele bekende Vlamingen een cover van Happy together van The Turtles. De opbrengst van de single ging naar integratie-orkest Poco A Poco.

## Resultaat
Op de slothappening werd bekendgemaakt dat er reeds 2.727.405 euro ingezameld was voor de 870 goede doelen.